# ستيفن ماكان
ستيفن ماكان هو سياسي أمريكي، ولد في 1919 في واينسبرغ في الولايات المتحدة، وتوفي في 1991. نشط حزبياً في الحزب الديمقراطي.